# Artlish Caves Provincial Park
Der Artlish Caves Provincial Park ist ein 285 Hektar großer Provincial Park auf Vancouver Island in der kanadischen Provinz British Columbia. Der Park liegt im Norden der Insel im Strathcona Regional District.

## Anlage
Der Park ist nicht über öffentliche Straßen zu erreichen. Es handelt sich bei ihm um einen sogenannten Back Country Park. Der Park liegt etwa 70 Kilometer südwestlich von Woss und etwa 18 Kilometer nördlich von Zeballos. Eine Schotterstraße führt in etwa 4 Kilometern am Park vorbei. Eine Holzfällerstraße, die bis an den Park heranführte, wurde im Jahr 2009 geschlossen.
Der Park zieht sich entlang des Artlish River und eine geologische Besonderheit des Parks stellen seine Karste, Höhlen und Dolinen dar. Die beiden größten Höhlen, Artlish River Cave und Black Hole Cave, haben eine Länge von 396 bzw. 740 Metern. Diese beiden liegen im nordwestlichen Parkbereich unmittelbar am Fluss bzw. in seiner Nähe. Der Artlish River fließt dabei auch ein Stück des Weges vollständig durch die Artlish River Cave. In Bezug auf Volumenstrom und die Abmessungen ist es das derzeit der größte bekannte und aktive Flusshöhlen-System in Kanada. Neben den großen finden sich auch noch weitere, kleinere Höhlen im Park.
Der Park ist von den Bergen, der zur Vancouver Island Ranges gehörenden, Haihte Range umgeben. Am östlichen Parkrand liegt der 1521 m hohe Mook Peak, während sich der Park selber einen nicht ganz so hohen, gegenüberliegenden Berg emporzieht.
Bei dem Park handelt es sich um ein Schutzgebiet der Kategorie II. (Nationalpark)

## Geschichte
Der Park wurde im Jahr 1996 eingerichtet und hatte bei seiner Einrichtung bereits eine Fläche von 234 ha. Im Laufe der Zeit wurde er dann auf die heutige Größe erweitert.
Wie bei fast allen Provinzparks in British Columbia gilt jedoch auch für diesen, dass er lange bevor die Gegend von Einwanderern besiedelt oder sie Teil eines Parks wurde, sie das Jagd- und Siedlungsgebiet verschiedener Stämme der First Nations, in diesem Fall der Kyuquot, war. Auch der Name des Parks geht auf eine Gruppe der Kyuquot zurück, auf die A'licath (in Englisch: Artlish). Ebenfalls finden sich im Park einige Culturally Modified Trees.
Über die Höhlen im Park wurde erstmals 1932, durch die Canadian Geological Survey, berichtet und in der Zeit von 1974 bis 1978 wurden sie dann kartographiert. Vor 1932 waren die Höhlen nur den ansässigen First Nation, Jägern und Holzfällern bekannt.

## Flora und Fauna
Eine forstwirtschaftliche Nutzung in größerem Umfang fand auch im Park, vor seiner Einrichtung, statt. Daher findet sich hier auch nicht mehr viel Primärwald. An Bäumen findet sich hier neben der Sitka-Fichte auch noch die Westamerikanische Hemlocktanne, der Riesen-Lebensbaum und die Purpur-Tanne.
Die nachweisbaren Tierarten entsprechen der Lage des Parks. Im Gebiet findet sich unter anderem der Schwarzbär, auch kommt hier das Wapiti (Cervus elaphus roosevelti, Roosevelt-Wapiti) vor. Die Höhlen im Park bilden auch einen Überwinterungsraum für verschiedene Fledermausarten. Der Fluss bietet Lebensraum für Rotlachs, Silberlachs, Königslachs, Buckellachs sowie Regenbogenforelle und Steelhead.

## Aktivitäten
Der Park bietet keine touristische Infrastruktur. Sogenanntes backcountry camping ist allerdings erlaubt.
Für den Tourismus sind die Höhlen die Attraktion des Parks. Es gibt für die Höhlen professionelle Führungen. Auf Grund der Abgeschiedenheit und der schlechten Erreichbarkeit hält sich die Zahl der Parkbesucher jedoch in Grenzen.
Ebenfalls kann auf dem Artlish River professionell geführt Kanu gefahren werden.